# Exposition horticole de 1990
L'Exposition horticole internationale de 1990, officiellement Exposition Internationale du Jardin et de la Verdure (国際花と緑の博覧会, Kokusai Hana to Midori no Hakurankai), ou Expo '90, s'est tenue à Osaka, dans l'arrondissement de Tsurumi-ku, durant 183 jours, du 1er avril au 30 septembre 1990. Reconnue par le Bureau international des expositions (BIE) et ayant pour thème « Les rapports entre la vie de l’humanité et celle des fleurs et plantes dans la préparation du XXe siècle », elle est la première exposition horticole de grande ampleur organisée en Asie. Cinquante-cinq organisations internationales et 83 pays étrangers ont participé à l'Expo, qui a accueilli 23 126 934 visiteurs.

## Sources
- « Osaka 1990 », sur bie-paris.org (consulté le 1er septembre 2013)

- (en) Cet article est partiellement ou en totalité issu de l’article de Wikipédia en anglais intitulé « Expo '90 » (voir la liste des auteurs).